# Atlas and Catalogue of interacting galaxies

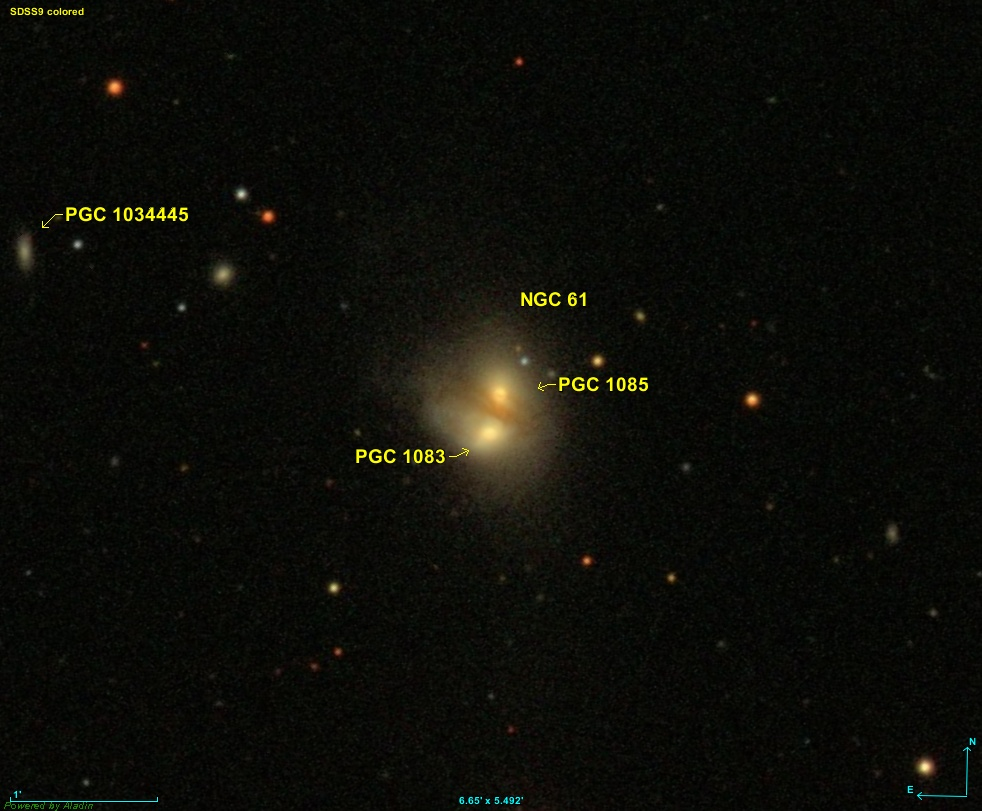
VV742, bestaande uit NGC 61A en NGC 61B

De Atlas and Catalogue of interacting galaxies of Vorontsov-Vel'yaminov Interacting Galaxies (afgekort VV) is een astronomische catalogus en atlas van interagerende sterrenstelsels die in 1959 en 1977 samengesteld is door Boris Vorontsov-Velyaminov, R.I. Noskova en V.P. Arkhipova en gepubliceerd door de astronomische raad van de Academie van Wetenschappen van de Sovjet Unie. De catalogus is gebaseerd op inspecties van  Palomar Sky Survey-platen.
De atlas en catalogus bevatten 852 interagerende sterrenstelsels. Dit zijn sterrenstelsels waarvan de zwaartekrachtsvelden elkaar beïnvloeden. Het eerste deel dat gepubliceerd is in 1959 bevat 355 stelsels, die aangeduid worden door VV1 (Messier 51) tot VV355 (IC 4271). Het tweede deel uit 1977 bevat VV356 (NGC 3310) tot VV852 (IC 4630). In 2001 zijn nog 1162 (VV 853 tot VV 2014) interagerende stelsels toegevoegd door Vorontsov-Velyaminov et al. die geselecteerd zijn uit de Morphological Catalogue of Galaxies.